# Мушица (филм из 1967)
„Мушица” је југословенски ТВ филм из 1967. године. Режирао га је Небојша Комадина а сценарио је написао Анђело Беолко Руцанте

## Улоге
| Глумац                  | Улога   |
| ----------------------- | ------- |
| Слободан Алигрудић      | Ручанта |
| Ташко Начић             |         |
| Михајло Бата Паскаљевић |         |
| Бранка Петрић           |         |